# 秀明中学校・高等学校
秀明中学校・高等学校（しゅうめいちゅうがっこう・こうとうがっこう）は、埼玉県川越市笠幡に所在し、中高一貫教育を提供する私立中学校・高等学校。
校訓は「知・技・心」。

## 概要

### 教育の基本方針
- 次代を担うエリートを育成する。

### 建学の精神
- 「常に真理を追究し友情を培い広く社会に貢献する人間形成を目的とする」

### 校訓
- 知　技　心

## 沿革

### 略歴
- 1978年4月1日 - 秀明中学校 開校
- 1979年4月1日 - 秀明高等学校 開校

## 基礎データ
所在地
〒350-1175 埼玉県川越市笠幡4792番地
交通アクセス
- 川越線（JR）『笠幡駅』より徒歩7分

校歌
- 作詞: 植村敏夫
- 作曲: 湯浅譲二

## カリキュラム
- きめ細かな学習指導で生徒たちの一人ひとりの資質を伸ばしていくことを基本とする。

- 難関大学へ進学できる学力を養成するため、中学校で高校の授業内容の初歩段階まで学習する

- 高校では、志望大学に合わせて1年次から文系・理系コースに分け、授業科目も大学受験に柔軟に対応できるようににする。
- 平日の月曜から木曜日は夕食後、生徒たちは午後9時まで夜間学習を行う。中学校では、徹底した問題演習と、授業で学んだことを確認するチェックテストで基礎学力を身につけていく。高校では、志望する大学の入試問題を解いていく。
- 夏休みと冬休みは生徒たちに合った特別講習を用意していく。
- 生徒たちの日頃の習成果を称え、生徒の学習意欲を向上させるために、秀明中学は「秀明博士」制度を設け、毎学期、各学年、各教科の成績優秀な生徒たちを表彰する。
- 実用英語技能検定（英検）、ケンブリッジ英検、数学検定（数検）、漢字検定（漢検）、ICTプロフィシエンシー検定（P検）、TOEFL Junior（トフルジュニア）などの外部の資格試験を積極的に受験させる。また、校内で弁論大会、英語スピーチコンテスト、作文コンクール等も用意し、生徒たちの学習意欲を刺激する。

## 部活動

### 運動部
- テニス部 (硬式)
- 空手道部（剛柔流）
- 野球部 - 過去に2回、1985年春（第57回）と1992年夏（第74回）での、甲子園の出場経験がある。
- 陸上部
- サッカー部
- 剣道部
- 水泳部
- バスケットボール部
- 卓球部
- 柔道部
- バドミントン部
- スキー部

### 文化部
- ブラスバンド部
- 美術部
- 写真部
- 囲碁・将棋部
- 書道部
- 演劇部
- ダンス部

## 出身者
- 板橋駿谷（俳優）
- 奥田庸介（映画監督）
- 鶴間秀典（政治家・釧路市長）

## 関連施設
- 秀明大学
- 秀明英光高等学校
- 秀明大学学校教師学部附属秀明八千代中学校・高等学校
- Chaucer College Canterbury  CCC秀明カンタベリー大学（イギリス、ケント州カンタベリー）
- 秀明学園 東京本部（東京都千代田区御茶ノ水）
- イギリス寮